# Chim nghệ lục
Chim nghệ lục (danh pháp hai phần: Aegithina viridissima) là một loài chim trong họ Aegithinidae. Chúng được tìm thấy ở Brunei, Indonesia, Malaysia, nam Myanmar và Thái Lan.
Môi trường sống tự nhiên của loài này là rừng đất thấp ẩm cận nhiệt đới hoặc nhiệt đới và rừng ngập mặn cận nhiệt đới hoặc nhiệt đới. Chúng đang bị đe dọa do mất môi trường sống.

## Phân loại
Loài này được Charles Lucien Bonaparte mô tả như là Jora viridissima năm 1850. Harry C. Oberholser mô tả phân loài Aegithina viridissima thapsina từ quần đảo Anamba năm 1917, lưu ý tới kích thước lớn và bộ lông màu vàng của nó. Hai phân loài được Danh sách chim thế giới của IOC công nhận, trong khi Aegithina viridissima nesiotica được Oberholser mô tả năm 1912 hiện nay gộp trong phân loài nguyên chủng.

### Phân loài
- Aegithina viridissima viridissima (Bonaparte, 1850): Nam Myanmar, bán đảo Mã Lai, Sumatra và Borneo.
- Aegithina viridissima thapsina (Oberholser, 1917): Quần đảo Anamba (đông bán đảo Mã Lai).

## Mô tả
Chim nghệ lục dài 12–14 cm (4,7–5,5 in). Chim trống có vùng trước mắt màu đen và "mí mắt" (vành khuyên khuyết) màu vàng tươi. Mặt và phần lưng có màu ô liu sẫm. Cánh màu đen, với 2 vạch cánh màu trắng trên các lông che phủ và các mép màu vàng-ô liu trên các lông bay. Phần bụng cũng có màu ô liu sẫm, với hai hông nhạt màu hơn và giữa bụng màu vàng. Đuôi đen. Mắt màu nâu sẫm tới nâu đỏ, mỏ và chân màu lam xám. Chim mái có vùng trước mắt màu vàng vành khuyên đủ. Phần lưng và đuôi màu ô liu. Cánh tương tự như chim trống nhưng có màu là ô liu bạc màu, và các vạch cánh màu vàng. Phần bụng màu lục ô liu, với sắc màu vàng ở phần giữa bụng. Chim non tương tự chim mái nhưng nhạt màu hơn.

## Phân bố và môi trường sống
Loài này được tìm thấy ở Tenasserim (Myanmar), vùng Thái Lan - Mã Lai bán đảo, Sumatra, Borneo và một số đảo nhỏ cận kề, và nó được coi là tuyệt chủng cục bộ tại Singapore. Nó sống trong tầng tán của các khu rừng vùng đất thấp lên tới độ cao 820 m (2.690 ft), cũng như được tìm thấy trong các rừng thứ sinh cao, rừng đầm lầy và rừng ngập mặn.

## Tập tính
Loài chim nghệ này thường xuất hiện thành đôi hay trong các nhóm nhỏ. Thức ăn của chúng là động vật không xương sống, và chúng thường xuyên gia nhập các bầy kiếm ăn hỗn hợp loài. Chim nghệ lục thông thường là hòa đồng, nhưng những trận chiến dữ dội cũng được quan sát và ghi nhận. Mùa sinh sản trong tháng 4 và 5. Tổ hình chén được làm trên cây cao 8–12 m (26–39 ft) so với mặt đất. Chim bố và chim mẹ đều tham gia ấp trứng và chim non ra ràng trong mùa mưa. Thay lông diễn ra vào tháng 7-8.

## Tình trạng bảo tồn
Quần thể chim nghệ lục có lẽ đang suy giảm do mất môi trường sống gây ra bởi chặt phá rừng và chuyển đổi đất. Sách đỏ IUCN đánh giá nó như là loài sắp bị đe dọa.